# Stacey King
Ronald Stacey King (Lawton, 29 gennaio 1967) è un ex cestista e allenatore di pallacanestro statunitense, professionista nella NBA.

## Carriera
È stato selezionato dai Chicago Bulls al primo giro del Draft NBA 1989 (6ª scelta assoluta).

## Statistiche

### College
| Anno      | Squadra          | PG  | PT | MP   | TC%  | 3P% | TL%  | RP   | AP  | PRP | SP  | PP   |
| --------- | ---------------- | --- | -- | ---- | ---- | --- | ---- | ---- | --- | --- | --- | ---- |
| 1985-1986 | Oklahoma Sooners | 14  | 1  | 16,4 | 38,8 | -   | 74,4 | 3,8  | 0,3 | 0,3 | 1,9 | 6,0  |
| 1986-1987 | Oklahoma Sooners | 28  | 14 | 15,8 | 43,8 | 0,0 | 62,1 | 3,9  | 0,5 | 0,4 | 0,9 | 7,0  |
| 1987-1988 | Oklahoma Sooners | 39  | 38 | 31,1 | 54,3 | 0,0 | 67,5 | 8,5  | 1,1 | 0,8 | 2,6 | 22,3 |
| 1988-1989 | Oklahoma Sooners | 33  | -  | 34,6 | 52,4 | -   | 71,8 | 10,1 | 1,9 | 1,2 | 2,3 | 26,0 |
| Carriera  | Carriera         | 114 | 53 | 26,5 | 51,6 | 0,0 | 69,0 | 7,2  | 1,1 | 0,7 | 2,0 | 17,6 |

### NBA

#### Regular Season
| Anno       | Squadra            | PG  | PT | MP   | TC%  | 3P%  | TL%  | RP  | AP  | PRP | SP  | PP   |
| ---------- | ------------------ | --- | -- | ---- | ---- | ---- | ---- | --- | --- | --- | --- | ---- |
| 1989-1990  | Chicago Bulls      | 82  | 2  | 21,7 | 50,4 | 0,0  | 72,7 | 4,7 | 1,1 | 0,5 | 0,7 | 8,9  |
| 1990-1991† | Chicago Bulls      | 76  | 6  | 15,8 | 46,7 | 0,0  | 70,4 | 2,7 | 0,9 | 0,3 | 0,6 | 5,5  |
| 1991-1992† | Chicago Bulls      | 79  | 12 | 16,1 | 50,6 | 40,0 | 75,3 | 2,6 | 1,0 | 0,3 | 0,3 | 7,0  |
| 1992-1993† | Chicago Bulls      | 76  | 3  | 13,9 | 47,1 | 33,3 | 70,5 | 2,7 | 0,9 | 0,3 | 0,3 | 5,4  |
| 1993-1994  | Chicago Bulls      | 31  | 15 | 17,3 | 39,8 | 0,0  | 67,9 | 4,3 | 1,3 | 0,6 | 0,4 | 5,5  |
| 1993-1994  | Minnesota T'wolves | 18  | 15 | 28,7 | 45,9 | -    | 68,7 | 6,1 | 1,1 | 0,7 | 1,7 | 11,8 |
| 1994-1995  | Minnesota T'wolves | 50  | 10 | 15,8 | 46,7 | -    | 66,7 | 3,3 | 0,5 | 0,5 | 0,4 | 5,3  |
| 1995-1996  | Miami Heat         | 15  | 0  | 10,4 | 47,2 | -    | 50,0 | 1,5 | 0,1 | 0,5 | 0,1 | 2,5  |
| 1996-1997  | Boston Celtics     | 5   | 0  | 6,6  | 71,4 | -    | 66,7 | 1,8 | 0,2 | 0,0 | 0,2 | 2,4  |
| 1996-1997  | Dallas Mavericks   | 6   | 0  | 11,7 | 40,0 | -    | 0,0  | 3,0 | 0,0 | 0,3 | 0,0 | 2,0  |
| Carriera   | Carriera           | 438 | 63 | 16,9 | 47,8 | 23,5 | 70,7 | 3,3 | 0,9 | 0,4 | 0,5 | 6,4  |

#### Playoffs
| Anno     | Squadra       | PG | PT | MP   | TC%  | 3P%  | TL%  | RP  | AP  | PRP | SP  | PP  |
| -------- | ------------- | -- | -- | ---- | ---- | ---- | ---- | --- | --- | --- | --- | --- |
| 1990     | Chicago Bulls | 16 | 2  | 17,6 | 40,7 | 0,0  | 76,6 | 3,2 | 0,6 | 0,4 | 0,5 | 6,9 |
| 1991†    | Chicago Bulls | 11 | 0  | 7,8  | 29,6 | 0,0  | 63,6 | 2,0 | 0,2 | 0,1 | 0,1 | 2,1 |
| 1992†    | Chicago Bulls | 14 | 0  | 7,9  | 45,0 | 100  | 65,2 | 1,4 | 0,4 | 0,4 | 0,1 | 3,8 |
| 1993†    | Chicago Bulls | 19 | 0  | 12,1 | 39,4 | -    | 80,6 | 2,1 | 0,7 | 0,5 | 0,2 | 4,1 |
| 1996     | Miami Heat    | 1  | 0  | 12,0 | 0,0  | -    | 50,0 | 3,0 | 1,0 | 0,0 | 0,0 | 1,0 |
| Carriera | Carriera      | 61 | 2  | 11,8 | 39,2 | 50,0 | 73,7 | 2,2 | 0,5 | 0,3 | 0,2 | 4,3 |

## Palmarès

### Giocatore
- NCAA AP All-America First Team (1989)
- Campionato NBA: 3

Chicago Bulls: 1991, 1992, 1993
- NBA All-Rookie Second Team (1990)